# Weimaraner

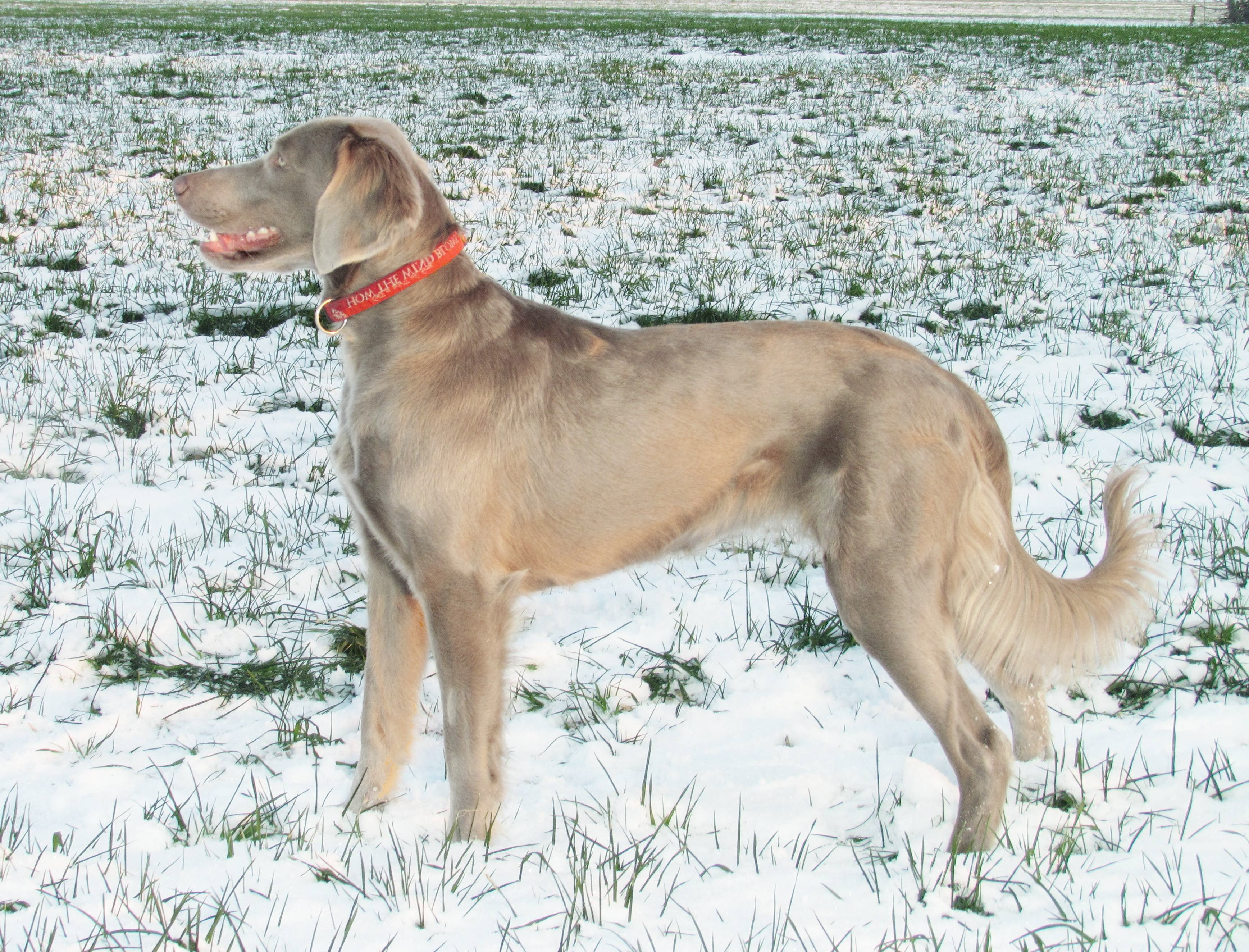
Långhårig weimaraner.

Weimaraner är en hundras från Thüringen i Tyskland. Den är en stående fågelhund av braquetyp. I Storbritannien och Belgien hörde weimaraner till de populäraste hundraserna under början av 2000-talet.

## Historia
Man tror att weimaranern härstammar från viltspårhundar som hölls vid de små furstehusen i Thüringen. Den grå färgen finns som ett recessivt anlag hos hundar med röd pälsfärg. När högviltet minskade korsade man in stående fågelhundar. 1896 bildades rasklubben som till en början var exklusiv och endast tillät avel för klubbens medlemmar. Den långhåriga tilläts på hundutställning först på 1970-talet.
Dagens weimaraner kom ungefär 1890 och är sedan dess i stort sett fri från korsningar med andra raser. Svenska Weimaranerklubben bildades 3 november 1979.

## Egenskaper
Weimaranern har många användningsområden utöver jakt. För att få högre utmärkelser på hundutställning måste en weimaraner ha meriter från jaktprov för stående fågelhund.

## Utseende
Weimaranern finns som kort- och långhårig variant. Hanhunden har en mankhöjd om 59–70 cm och tiken 57–65 cm. En hanhund skall väga cirka 30–40 kg och en tik cirka 25–35 kg. Färgen skall vara grå, från silvergrå till levergrå, och ögonen gula till nästan färglösa. Valparna föds nästintill randiga i pälsen och med blå ögon. Weimaraner kallas ibland för "spökhund" eller "grey ghost" (på engelska).